# Víctors
Víctors va ser una revista cultural i de caràcter miscel·lani (literari, històric, científic, artístic i de temes gironins) que aparegué publicada mensualment a Girona entre gener de 1936 i maig del mateix any. N’eren fundadors Pere Abellí Morató (periodista), Emili Blanch Roig (arquitecte), Josep Claret Rovira (arquitecte), Josep Colomer Martí (dibuixant), Josep M. Corredor Pomés (mestre), Francesc Ferrer Vilar (mestre), Lluís Franquesa Feliu (advocat), Carles de Palol Feliu (bibliògraf), Pompeu Pascual Carbó (metge), Agustí Pera i Planells (pintor i traductor), Josep Planes Mundet (publicista), i Francesc Riuró Llapart (dibuixant). L’impulsor de la revista fou el metge Pompeu Pascual i Carbó, tot i que la dirección nominal corresponia a Carles de Palol.
El plantejament era cultural en sentit ampli, de tarannà reformista i plural. Hi col·laboraren gent de distintes generacions i tendències ideològiques, fet que traspua en la varietat de continguts que ultrapassen el carácter local. Va significar una refrescant aposta per la modernitat i per l’ús del català com a llengua de cultura. Va  arribar a publicar fins a cinc números. El sisè, ja maquetat i corresponent al mes de juny, es va quedar a la impremta i no va arribar a aparèixer, entre altres raons, per l'esclat de la Guerra Civil. D’aquest número només es conserva un artícle de Joan Subias i Galter.

## Col·laboradors
Ultra els fundadors ja consignats, la llista de col·laboradors inclou aquests noms: Josep Aguilera i Martí, Pere Armengol, Lluís Batlle Prats, Guillem Díaz-Plaja, Joan de Garganta Fàbrega, Josep Munteis Bracons, Miquel de Palol Felip, Pere de Palol Poch, Pere Pericay Ferriol, Lluís G. Pla Cargol, Alfons Puig, Carles Rahola i Llorens, Tomàs Roig Llop, Marcel Santaló Sors, Josep Serra Cortada, Santiago Sobrequés i Vidal, Joan Teixidor i Comes, Eduard Valentí i Fiol i Jaume Vicens Vives.

## Origen del nom i altres característiques
El nom «víctors», feia referència a certes inscripcions en mangra que hi havia en determinats espais del Barri Vell de Girona, algunes de les quals encara són visibles. El format de la revista era de 27,5 x 21,5 centímetres. El primer i el tercer número tenien vint-i-vuit pàgines, mentre que el segon, el quart i el cinquè només vint-i-quatre. La portada era de tres tintes. La publicació tenia escasses il·lustracions i no portava numerades les seves pàgines. La compaginació i capçaleres eren a càrrec, respectivament, de Colomer i Riuró. Tenia la redacció a la Plaça del Marquès de Camps i la imprimia Salvi Lladó. El preu de l'exemplar era de 75 cèntims.  